# Parafia Najświętszej Maryi Panny Królowej Korony Polskiej w Zakrzewie
Parafia Najświętszej Maryi Panny Królowej Korony Polskiej – rzymskokatolicka parafia znajdująca się we wsi Zakrzewo, w gminie Dopiewo, w powiecie poznańskim; należy do dekanatu komornickiego.

## Historia
Wraz ze sprowadzeniem w XIX wieku do Zakrzewa osadników niemieckich, wyznania protestanckiego, powstał problem związany z ich religią. Nie mając na miejscu zboru, zostali oni przyporządkowani w 1869 do parafii św. Krzyża w Poznaniu (przy Rynku Wildeckim). W tamtejszych też księgach odnotowywane były chrzty, śluby i zgony mieszkańców Zakrzewa. Prawdopodobnie osoby zmarłe były chowane na miejscu, na wydzielonym cmentarzu, niedaleko późniejszego zboru. Do cmentarza, przylegał budynek szkoły elementarnej powstałej na początku XIX wieku – rozebranej po II wojnie światowej. Cmentarz był wykorzystywany do końca II wojny światowej przez mieszkańców okolicznych miejscowości. Do dziś zachowało się kilka nagrobków z XIX i początku XX wieku, z nich najstarszy, Juliana Zedlera z 1855.
Obecny cmentarz – powiększony, otoczony w części grzebalnej płotem, obejmuje teren ówczesnego cmentarza. Znajduje się tam kamień z pamiątkową tablicą oraz kilka elementów wspomnianych, bardzo już zniszczonych, starych nagrobków olenderskich. 
27.10.2012  z cmentarza w Skórzewie przeniesione zostały tam doczesne szczątki śp. ks. Stanisława Ostrowskiego.
Pod koniec XIX wieku w Zakrzewie na 358 mieszkańców, 231 było ewangelikami, a w 1910 na 435 mieszkańców było ich 194. W okolicznych wsiach należących do parafii ewangelickiej w Zakrzewie w 1910 było 494 ewangelików i 4346 katolików.
Zakrzewscy katolicy przypisani byli do parafii w Skórzewie. Już od 1859  w Zakrzewie były odprawiane Msze święte, początkowo w ilości 8 a następnie uległy zwiększeniu do 15 Mszy rocznie. W związku z brakiem budynku miały one charakter polowy.
Budowa kościoła ewangelickiego w Zakrzewie została zakończona w 1887. W większości była ona sfinansowana ze środków otrzymanych z francuskich odszkodowań wojennych (po wojnie niemiecko-francuskiej z 1870). W dniu 18 grudnia 1887 kościół został poświęcony przez Głównego Superintendenta prowincji poznańskiej, Johanna Karla Friedricha Hesekiela. Od 1892 parafia świętego Krzyża w Poznaniu utrzymywała osobnego pastora do posługi duszpasterskiej w Zakrzewie.
W latach 1945–1970, a więc w czasie, kiedy Niemcy opuścili te tereny, kościół w Zakrzewie był filią kościoła w pobliskim Skórzewie.
W roku 1970 ustanowiono w Zakrzewie (przez abp Antoniego Baraniaka) ośrodek duszpasterski, którego rektorem został ks. Stanisław Ostrowski (1930-1998).
W dniu 1 lipca 1986  abp Jerzy Stroba powołał w Zakrzewie parafię pod wezwaniem NMP Królowej Korony Polskiej, której pierwszym proboszczem został ks. Stanisław Ostrowski.
Kolejnymi proboszczami byli księża:
- Rafał Czerniejewski - proboszcz w Zakrzewie w latach 1993-1997;
- Maksymilian Kamza - proboszcz w Zakrzewie w latach 1997- 2003;
- Dariusz Salski - proboszcz w Zakrzewie od 1 lipca 2003 do lipca 2005 roku;
- Grzegorz Piotrowski - proboszcz w Zakrzewie od 1 sierpnia 2005 do 2007 roku;
- Karol Górawski - proboszcz w Zakrzewie od 30 czerwca 2007 roku do lipca 2012;
- Wojciech Przeczewski - proboszcz w Zakrzewie od 1 sierpnia 2012 roku do lipca 2020 roku 
- Dariusz Piasecki - proboszcz w Zakrzewie od 1 sierpnia 2020 roku
W lipcu 2012, po wizytacji kanonicznej, parafia została podzielona na dwie mniejsze parafie: Zakrzewo (1151 mieszkańców) oraz druga parafia, której dalej duszpasterzuje ks. Karol Górawski – dziekan dekanatu przeźmierowskiego : Palędzie i Dąbrówka (ponad 3000 mieszkańców). Nowa parafia ma już swój własny (tymczasowy) kościół, probostwo i zaplecze parafialne w Dąbrówce i nosi wezwanie św. Urszuli Ledóchowskiej.